# Chilostoma fontenillii
Chilostoma fontenillii is een slakkensoort uit de familie van de Helicidae. De wetenschappelijke naam van de soort is voor het eerst geldig gepubliceerd in 1829 door Michaud.